# Коды Касами
Коды Каса́ми — тип псевдослучайных последовательностей. Применяются в CDMA. Значимость этих последовательностей происходит из-за их очень низкой взаимной корреляции. Код Касами длины {\displaystyle N=2^{m}-1}, где m — четное целое число, может быть получен, беря периодические выборки из М-последовательности и выполняя суммирование по модулю 2 на циклически сдвигаемых последовательностях. Выборки берутся через каждые {\displaystyle s=2^{m/2}+1} элементов М-последовательности, чтобы сформировать периодическую последовательность и затем прибавляя эту последовательность постепенно к первоначальной М-последовательности по модулю 2, чтобы сформировать {\displaystyle s=2^{m/2}} последовательностей Касами. Взаимная корреляционная функция двух последовательностей Касами принимает значения [-1, -s, s-2].